# أليس بيرني
أليس بيرني (بالإنجليزية: Alice Birney)‏ هي مربية أمريكية، ولدت في 19 أكتوبر 1858 في ماريتا في الولايات المتحدة، وتوفيت في 20 ديسمبر 1907 في تشيفي تشايس ‏ في الولايات المتحدة.